# Chenistonia caeruleomontana
Chenistonia caeruleomontana is een spinnensoort uit de familie Anamidae. 
De soort werd voor het eerst wetenschappelijk beschreven door Raven in 1984.